# Horst Faber (Eiskunstläufer)
Horst Faber (* 11. September 1921 in Miesbach; † 4. Dezember 2022 in Kirchberg in Tirol) war ein deutscher Eiskunstläufer, der international im Einzellauf startete.

## Leben
1939, im letzten Jahr vor der Wettkampfpause durch den Zweiten Weltkrieg, gewann Faber die Bronzemedaille bei der Eiskunstlaufweltmeisterschaft in Budapest und bei der Europameisterschaft in Davos, beide Male hinter den Briten Graham Sharp und Freddie Tomlins. Im Vorjahr hatte er bei beiden Wettbewerben mit dem vierten Platz noch das Podium verpasst, sich aber als bester deutscher Eiskunstläufer nach der Ära Ernst Baier etabliert. Durch den Weltkrieg und die anschließende Sperre für deutsche Athleten wurden ihm weitere Erfolge verwehrt. Ab 1947 startete er für den SC Riessersee. 1951 trat der bis dahin bereits neunfache deutsche Meister noch einmal bei der Europameisterschaft an, zwölf Jahre nach seinem letzten großen internationalen Auftritt. Trotz der langen Pause erreichte er dabei seine beste internationale Platzierung, als er in Zürich den Vize-Europameisterschaftstitel hinter dem Österreicher Helmut Seibt und vor dem Italiener Carlo Fassi gewann.
Bei den deutschen Meisterschaften im Eistanz wurde er 1950 Eistanzmeister an der Seite von Eva Prawitz, die er 1950 heiratete.

## Ergebnisse
| Wettbewerb / Jahr        | 1937 | 1938 | 1939 | 1940 | 1941 | 1942 | 1943 | 1944 | 1945 | 1946 | 1947 | 1948 | 1949 | 1950 | 1951 |
| ------------------------ | ---- | ---- | ---- | ---- | ---- | ---- | ---- | ---- | ---- | ---- | ---- | ---- | ---- | ---- | ---- |
| Weltmeisterschaften      |      | 4.   | 3.   |      |      |      |      |      |      |      |      |      |      |      |      |
| Europameisterschaften    | 8.   | 4.   | 3.   |      |      |      |      |      |      |      |      |      |      |      | 2.   |
| Deutsche Meisterschaften |      |      | 1.   | 1.   | 1.   |      |      | 1.   |      |      | 1.   | 1.   | 1.   | 1.*  | 1.   |

* auch Eistanzmeister mit Eva Prawitz